# Madvillainy
Madvillainy è l'album di debutto del gruppo hip hop americano Madvillain, formato da MF DOOM (qui in veste di MC) e da Madlib (beatmaker). L'album è uscito il 24 marzo 2004 per Stones Throw Records, ricevendo critiche positive.

## Informazioni
Madvillainy è stato apprezzato soprattutto per il suo approccio originale all'hip hop, fatto di canzoni brevi, liriche oscure, pochi ritornelli ed un suono poco commerciale. Il successo commerciale dell'album è stato modesto, infatti Madvillainy si è piazzato solo alla numero 179 della Billboard 200, ottenendo però l'attenzione di riviste che di solito non si occupano di musica hip hop, come il The New Yorker.
Dall'album sono stati tratti tre video per le tracce All Caps, Rhinestone Cowboy ed Accordion. I video delle prime due sono comparsi sul DVD Stones Throw 101, insieme a un video realizzato dai fan per Shadows Of Tomorrow. Il video di Accordion è stato filmato nel 2004, ma è uscito solo nel 2008, all'interno del DVD In Living the True Gods.
Almeno due tracce di Madvillainy ("Rhinestone Cowboy" e "Strange Ways") sono state prodotte utilizzando un turntable portatile ed un sampler Boss SP303 in una stanza d'albergo in Brasile. La prima canzone di Madvillainy ad essere stata presentata è stata
America's Most Blunted, suonata da Madlib alla Red Bull Music Academy brasiliana a novembre 2002.
È uscita una versione strumentale dell'album in vinile e per il download online, priva però delle tracce The Illest Villains, Bistro, Sickfit, Do Not Fire! e Supervillain Theme. Due EP di remix di Madvillainy sono usciti per Stones Throw, a cura di Four Tet e Koushik.
La copertina dell'album, disegnata da Jeff Jank è un omaggio al primo album di Madonna.

### Recensioni
Rolling Stone (p. 146) - ha incluso nella Rolling Stone's Top 50 Records Of 2004 - "[T]wo of the funniest mouths in underground hip-hop."
Spin (p. 66) - ha classificato alla numero 17 nella Spin's "40 Best Albums of the Year" - "Madlib's production— thick, woozy slabs of beatnik bass— keeps things hotter than an underground volcano lair."

## Tracce
1. The Illest Villains – 1:55
2. Accordion – 1:58
3. Meat Grinder – 2:11
4. Bistro – 1:07
5. Raid (feat. MED a.k.a. Medaphoar) – 2:30 (Dumile, Jackson Jr., Nick Rodriguez)
6. America’s Most Blunted (featuring Lord Quas) – 3:54
7. Sickfit (strumentale) – 1:21 (Jackson Jr.)
8. Rainbows – 2:51
9. Curls – 1:35
10. Do Not Fire! (strumentale) – 0:52 (Jackson Jr.)
11. Money Folder – 3:02
12. Shadows of Tomorrow (feat. Lord Quas) – 2:36
13. Operation Lifesaver a.k.a. Mint Test – 1:30
14. Figaro – 2:25
15. Hardcore Hustle (feat. Wildchild) – 1:21 (Jackson Jr., Jack Brown)
16. Strange Ways – 1:51
17. Fancy Clown – 1:55
18. Eye (feat. Stacy Epps) – 1:57
19. Supervillain Theme (strumentale) – 0:52 (Jackson Jr.)
20. All Caps – 2:10
21. Great Day – 2:16 (Dumile, Jackson Jr., Lord Scotch 79)
22. Rhinestone Cowboy – 3:59

## Crediti
- Executive producer: Peanut Butter Wolf
- Project coordinator: Egon
- Project consultant: Miranda Jane
- Mastering: Dave Cooley
- Engineering: Dave Cooley, Madlib, MF Doom
- Mixing: Dave Cooley
- Design: Jeff Jank
- Illustration: James Reitano

## Curiosità
- "All Caps" è anche visibile in formato QuickTime, una volta inserito in un computer il disco di Madvillainy.
- Nell'episodio dei The Boondocks dal titolo Let's Nab Oprah, sono utilizzate tre canzoni da Madvillainy: "Raid", "All Caps" e "Strange Ways". Nell'episodio Wingmen, compare invece "Fancy Clown".
- Uno snippet di "Do Not Fire" della sequenza di apertura dell'anime Samurai Champloo.
- la rabbia di Viktor Vaughn, in "Fancy Clown", non è diretta unicamente contro la sua fantomatica ragazza, ma anche contro lo stesso DOOM ("Don't make me have to pound his tin crown face in"), {"That's you if you want a dude who wears a mask all day"}. Entrambi i personaggi sono alter ego di Daniel Dumile.
- "Money Folder" è stata utilizzata nel film Bomb The System.
- I beat di "Strange Ways" e "Rhinestone Cowboy" sono stati prodotti in parte in una stanza d'hotel in Brasile, nel 2002.[13]
- Rainbows è stata fatta oggetto di cover dal rapper Mos Def e dall'Hypnotic Brass Ensenble nel corso di un soundcheck di un concerto. Il video si può vedere su YouTube.[14]

## Classifica
Album - Billboard (North America)
| Anno | Album       | Posizione in classifica | Posizione in classifica | Posizione in classifica | Posizione in classifica |
| Anno | Album       | Billboard 200           | Top R&B/Hip Hop Albums  | Top Independent Albums  | Top Heatseekers         |
| 2004 | Madvillainy | numero 179              | numero 80               | numero 10               | numero 9                |

## Ristampe
L'album è stato ristampato dalla Stones Throw nel 2008, con l'aggiunta di remix di ogni traccia ed altri bonus.